# Novo Selo (Veles)
Pour les articles homonymes, voir Novo Selo.
Novo Selo (en macédonien Ново Село) est un village du centre de la Macédoine du Nord, situé dans la municipalité de Vélès. Le village ne comptait aucun habitant en 2002. 